# 草奈伎神社
草奈伎神社（くさなぎじんじゃ）は、伊勢神宮豊受大神宮（外宮）の摂社。外宮の摂社としては第1位である。本記事では草奈伎神社と同じ社地にある外宮摂社の大間国生神社（おおまくなりじんじゃ）についても記述する。
草奈伎神社・大間国生神社ともに外宮の中でも格式の高い神社であり、20年に1度の社殿の造り替えが行われてきたほか、他の摂社以下の神社に比べ多くの祭祀が行われる。

## 概要
ここでは草奈伎神社・大間国生神社共通事項について記述する。
三重県伊勢市常磐一丁目1142番地（住居表示では常磐一丁目5番）、大間広と呼ばれる台地上に鎮座する。一の鳥居から宮域に入り、向かって左側（西側）が草奈伎神社、右側（東側）が大間国生神社である。宮域面積は1,744m2。地元では氏神の祭礼当日に小俣神社へ参拝する風習がある。
賽銭箱は置かれていない。鎮座地は南側が伊勢市道に面するほかは三方を住宅地に囲まれている。

## 祭神
草奈伎神社の祭神は御剣仗神（みしるしのつるぎのかみ）。外宮の祭祀を司ってきた度会氏の遠祖である大若子命（おおわかこのみこと、おおわくごのみこと、大幡主命）が垂仁朝に越国の阿彦（あびこ）を平定する際に使った剣の霊であるという。大若子命は大間国生神社に祀られている。皇大神宮（内宮）方の学者側からは、大若子命を度会氏の遠祖に位置付けることが不遜であると非難されているが、櫻井勝之進は「度会の一族がかつて祖神と仰いだ神々であったということだけは尊重してよいと思われる」と述べている。
大間国生神社の祭神は先述の大若子命と乙若子命（おとわかこのみこと、おとわくごのみこと）の兄弟。両神とも京都市にある梅宮大社の祭神と同じであるとされる。大若子命は鳥羽市沖の答志島・和具の古墳に、乙若子命は志摩市志摩町和具の古墳にも葬られていると伝承されている。

## 草奈伎神社
社名・草奈伎神社の「くさなぎ」の表記は『止由氣儀式帳』では「草奈支」、『神名秘書』では「草奈岐」となっており、近世には先述の2つに加え「草薙」も出現したが、『延喜式神名帳』にしたがって今日では「草奈伎」に統一されている。日本武尊の伝説にちなんで命名されたという説がある。
社殿は神明造の板葺で、写真にあるように玉垣に囲まれている。承元4年（1210年）にそれまで外宮摂社の第1位であった月夜見宮が別宮に昇格して以降、草奈伎神社が摂社の第1位となった。1976年（昭和51年）6月25日に建て替えられた。

## 大間国生神社
『倭姫命世記』 によれば倭姫命が雄略天皇21年丁巳冬10月（ユリウス暦：477年10月 - 11月）に定めた神社であるとされ、社名・大間国生神社は、「大間社」と記す古書もある。外宮の摂社としては第2位である。
社殿は草奈伎神社と同様に神明造の板葺である。1つの玉垣の中に2つの社殿が建っており、右側（東側）が大間社で大若子命を、左側（西側）が国生社で乙若子命を祀るとされる。『勢陽五鈴遺響』に同様の記述がある。式内社であり、多くの古書に2つの社殿からなることが記されているが、『延喜式神名帳』では「大間国生神社」とあるのみで2つの社殿があるとは記されていない。1976年（昭和51年）5月28日に建て替えられた。
『類聚神祇本源』では清野井庭神社が「大間社東野」にあり、草名伎社が「大間社西」にあったと記述しており、清野井庭神社を今社に比定する説が正しいとすれば、大間国生神社と草奈伎神社の位置がずれることになる。この問題に関して『宇治山田市史』では、往古の大間国生神社は江戸時代の同社よりも広い社地を持っていたと考えられるが、清野井庭神社の再興時点での大間国生神社の社地を基準に考えてしまったため現社地（伊勢市常磐一丁目8番）に清野井庭神社が鎮座したのであり、今社（伊勢市宮町一丁目1番）が式内社の清野井庭神社の本来の社地であるとしている。

## 歴史
ここでは草奈伎神社・大間国生神社共通事項について記述する。
伊勢神宮の摂社の定義より『延喜式神名帳』成立、すなわち延長5年（927年）以前に創建された。また、『止由氣儀式帳』にも記載があることから延暦23年（804年）以前から存在したことになる。応仁2年（1469年）にはまだ存続していたものの中世に廃絶し、近世には社地不明となる。
禰宜度会常晨（桧垣常晨）の尽力により、正保2年（1645年）に現社地で再興された。現社地が古代の草奈伎神社社地と同じであるかどうかについては近世に議論もあったが、遷座することはなかった。多くの摂社が再興された寛文3年（1663年）には、すでに再興されていた草奈伎神社・大間国生神社では社殿の建て替えと宮域の画定が行われた。
大間国生神社は、第二次世界大戦中の1945年（昭和20年）7月29日、宇治山田空襲により被災した。

## 祭祀
草奈伎神社では歳旦祭（1月）、元始祭（1月）、建国記念祭（2月11日）、祈年祭（2月）、風日祈祭（5月・8月）、月次祭（6月・12月）、神嘗祭（10月）、新嘗祭（11月）、天長祭（12月23日）のすべてが境内にて祭祀を執行しており、外宮の摂社では唯一遥祀によらず祭儀が行われる。同じ宮域にある大間国生神社では歳旦祭、元始祭、建国記念祭、風日祈祭、天長祭を遥祀により、その他の祭典は社殿の前で巡回祭祀により執行する。

## 植物相
境内には高木のケヤキ、ムクノキ、クスノキ、カシのほか中低木のアラカシ、ネズミモチ、サンゴジュが茂る。境内地の生垣にはネズミモチ、サンゴジュとイスノキが植えられている。

## 交通
公共交通
- JR参宮線 山田上口駅の南南東約200mのところに鎮座する[3]。ほど近くに外宮摂社の清野井庭神社がある[1]。
- 近鉄山田線 宮町駅より徒歩で約9分（約750m）。
- 三重交通バス「山田上口」バス停より徒歩で約2分（約170m）。

自家用車
- 伊勢自動車道 伊勢西ICより三重県道32号伊勢磯部線（御木本道路）を北へ約8分（約3.4km）。